# Eremaphanta dispar
Eremaphanta dispar is een vliesvleugelig insect uit de familie Melittidae. De wetenschappelijke naam van de soort is voor het eerst geldig gepubliceerd in 1892 door Morawitz.